# 모스콥스키구

쿠로르트니 구의 위치

모스콥스키구(러시아어: Московский район)는 상트페테르부르크를 구성하는 18개 구 가운데 하나로 인구는 288,744명(2010년 기준)이다.